# Волков, Пётр Тимофеевич
Пётр Тимофеевич Волков (1918—1943) — сержант Рабоче-крестьянской Красной Армии, участник Великой Отечественной войны, Герой Советского Союза (1944).

## Биография
Родился в 1918 году в селе Волчье (ныне — Покровский район Донецкой области Украины) в крестьянской семье. Окончил семь классов школы.  Работал токарем в Красноармейском паровозном депо. В октябре 1938 года он был призван на службу в Рабоче-крестьянскую Красную Армию. 
С 1941 года — на фронтах Великой Отечественной войны. К октябрю 1943 года будучи сержантом командовал орудием 1334-го зенитного артиллерийского полка 21-й зенитной артиллерийской дивизии 38-й армии 1-го Украинского фронта. Отличился во время битвы за Днепр.
13 октября 1943 года его расчёт прикрывал стрелковые части в районе села Лютеж Вышгородского района Киевской области Украинской ССР. Открыв огонь по группе немецких бомбардировщиков, сбил ведущий самолёт. 26 октября в районе села Вышгород, заменив собой раненого наводчика, сбил 5 бомбардировщиков противника. 3 ноября 1943 года, прикрывая артиллерийские позиции у села Яблонка, он сбил ещё один самолёт. В том бою он погиб. Похоронен в братской могиле у села Старые Петровцы.
Указом Президиума Верховного Совета СССР «О присвоении звания Героя Советского Союза офицерскому и сержантскому составу артиллерии Красной Армии» от 9 февраля 1944 года за «образцовое выполнение боевых заданий командования на фронте борьбы с немецкими захватчиками и проявленные при этом отвагу и геройство» был удостоен посмертно высокого звания Героя Советского Союза. Также был награждён орденом Ленина.
Память
В его честь названа улица в городе Покровске Донецкой области.